# Edmund Bury
Edmond William Bury (Kensington, Londres, 4 de novembre de 1884 – Laventie, Pas-de-Calais, 5 de desembre de 1928) va ser un jugador de rackets anglès que va competir a començaments del segle xx.
El 1908 va prendre part en els Jocs Olímpics de Londres, on guanyà la medalla de plata en la prova de dobles de rackets, formant equip amb Cecil Browning.
Morí en combat durant la Primera Guerra Mundial a Laventie, Pas-de-Calais, mentre servia com a capità a la King's Royal Rifle Corp.